# Nora distrikt, Uppland
Nora distrikt är ett distrikt i Heby kommun och Uppsala län. 
Distriktet ligger i nordvästra delen av kommunen. 

## Tidigare administrativ tillhörighet
Distriktet inrättades 2016 och utgörs av socknen Nora i Heby kommun.
Området motsvarar den omfattning Nora församling hade vid årsskiftet 1999/2000.